# Codex Borbonicus

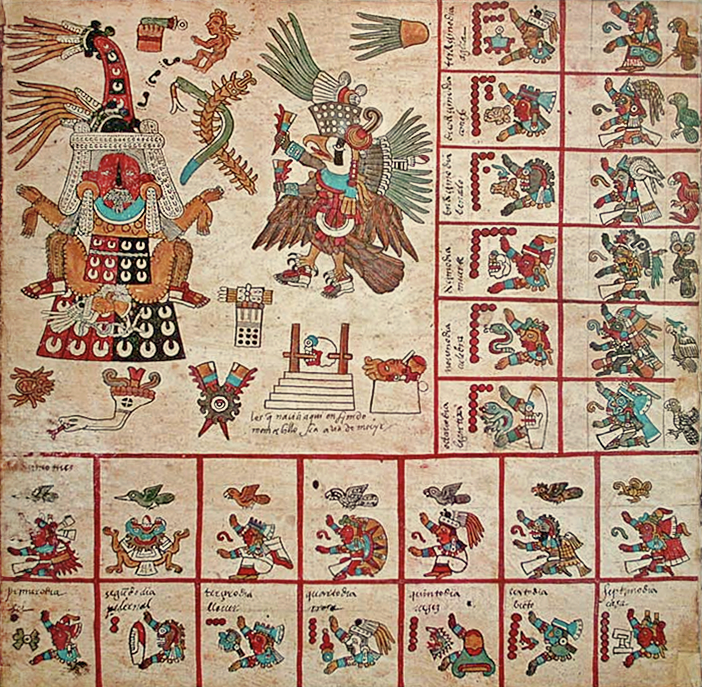
Oorspronkelijke pagina 13 van de Codex Borbonicus, toont de dertiende trecena van de Azteekse heilige kalender. Deze 13e trecena was onder toezicht van de godin Tlazolteotl, die op de hogere linkerzijde met een huid wordt getoond, baart Cinteotl. De 13 dag-tekens van dit trecena, beginnende met 1 Aardbeving, 2 Vuursteen/Mes, 3 Regen, enz., worden getoond op de bodemrij en de linkerkolom.

De  Codex Borbonicus  is een Azteekse codex geschreven door Azteekse priesters na de Spaanse verovering van Mexico. De codex is vernoemd naar het Palais Bourbon in Frankrijk. Het handschrift bevindt zich te Parijs in de Bibliothèque de l'Assemblée Nationale. In 2004 stellen Maarten Jansen en Gabina Aurora Pérez Jiménez voor dat het de inheemse naam Codex Cihuacoatl  krijgt, vernoemd naar de godin Cihuacoatl.
De codex Borbonicus is één enkel 14,1 meter lang blad van amatl-papier. Hoewel er oorspronkelijk 40 harmonica-gevouwen pagina's waren, missen de eerste twee en de laatste twee pagina's. Net als alle precolumbiaanse codices, was het oorspronkelijk volledig voorzien van plaatjes. Enkele Spaanse beschrijvingen werden later toegevoegd.
De codex Borbonicus kan in drie secties worden verdeeld:
- De eerste sectie is een van de meest ingewikkelde overlevende profetische kalenders (of  tonalamatl ). Elke pagina vertegenwoordigt een van 20 trecena (of 13 dagenperiodes), in  tonalpohualli  (of 260 jaardagen).

Met deze 26 symbolen konden de priesters horoscopen en de toekomst voorspellen. De eerste 18 pagina's van de codex (van de originele 20) tonen aanzienlijk meer slijtage dan de laatste secties, die er zeer waarschijnlijk op wijzen dat deze pagina's vaker werden geraadpleegd.
- De tweede sectie van de codex documenteert de Meso-Amerikaanse 52-jarencyclus, die de data van de eerste dagen van elk van deze 52 zonnejaren toont. Deze dagen zijn gecorreleerd met Negen Heren van de Nacht.
- De derde sectie focust zich op de rituelen en ceremonies, in het bijzonder die de 52-jaar cyclus beëindigen, wanneer het nieuwe vuur aangestoken moet zijn. Deze sectie is onvolledig.

## Notitie
1. ↑  Jansen and Pérez Jiménez (2004, p.270).